# Universität Tampere (1925–2018)

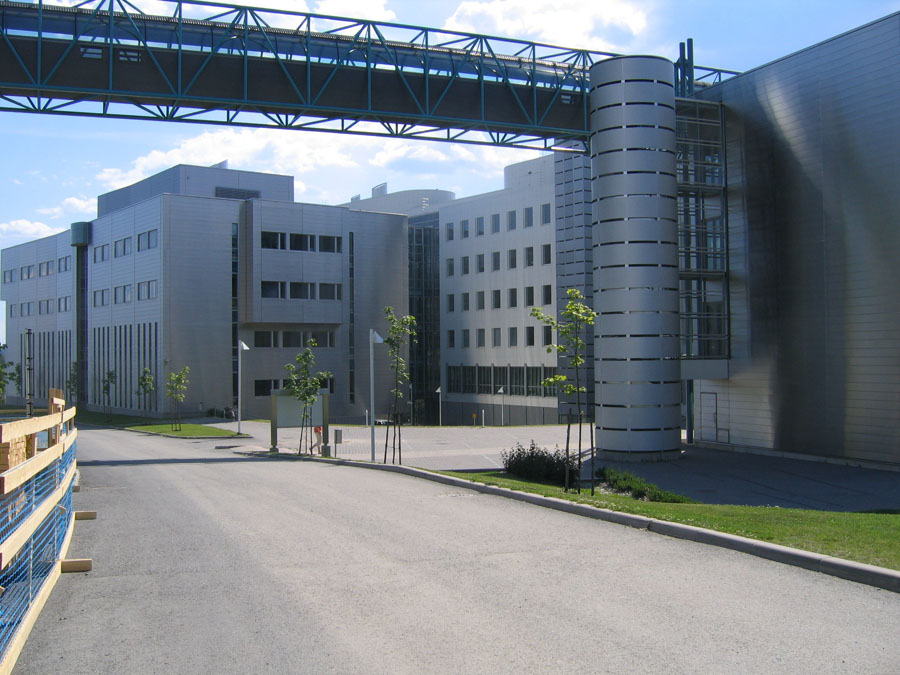
Universität Tampere

Die Universität Tampere (finnisch Tampereen yliopisto; schwedisch Tammerfors universitet) war eine staatliche Universität in Tampere, Finnland. Sie hatte ungefähr 10.000 Studierende und gut 2.000 Angestellte (2018).
Zum Wintersemester 2018 bewarben sich mehr als 22.000 Abiturienten an der Universität Tampere (im Rahmen des gemeinsamen Bewerbungsverfahrens der finnischen Universitäten), von denen rund 2.000 nach einer Aufnahmeprüfung oder auf Grund ihres Abiturzeugnisses aufgenommen wurden. Jährlich promovieren mehr als 1000 Magister und 100 Doktoren von der Universität Tampere.
Die Universität Tampere bietet eine große Auswahl an verschiedenen Studienfächern. Die Absolventen der Universität werden oft sowohl in den privaten und öffentlichen Sektorer rekrutiert. Dort sind sie in den Bereichen der Forschung, Verwaltung, Kommunikation und Management als Experten und Sachverständige tätig.
Am 1. Januar 2019 haben sich die Universität Tampere, die Technische Universität Tampere und die Fachhochschule Tampere zur neu gegründeten Universität Tampere vereinigt.

## Geschichte
Ursprünglich in Helsinki als Hochschule im Jahre 1925 gegründet, wurde diese in den 1960ern nach Tampere verlegt und 1966 als Universität anerkannt. Anfang der 1970er Jahre expandierte und entwickelte die Universität sich bis zu ihrer heutigen Form. Bis Januar 2011 bestand die Universität aus den folgenden sechs Fakultäten:
- Fakultät der Betriebswirtschaftslehre und Verwaltung
- Fakultät der Erziehungswissenschaften
- Fakultät der Gesellschaftswissenschaften
- Fakultät der Informationswissenschaften
- Humanistische Fakultät
- Medizinische Fakultät

Anfang 2011 wurden die 30 Institute und die sechs Fakultäten als die heutigen neun Fachbereiche vereinigt.

## Fachbereiche
Es gibt neun Fachbereiche:
- Bildungswissenschaften
- Biomedizinische Technik
- Gesundheitswissenschaft
- Informationswissenschaft
- Kultur- und Gesellschaftswissenschaft
- Managementwissenschaft
- Medien- und Kommunikationswissenschaft
- Medizin
- Sprache-, Übersetzungswissenschaft und Literatur

## Persönlichkeiten

### Professoren
- Joan Acker (1924–2016), Soziologie
- Justa Holz-Mänttäri (* 1936), Sprachwissenschaftlerin
- Jaan Kaplinski (1941–2021), Schriftsteller, Lyriker, Philosoph
- Birgit Pfau-Effinger (* 1953), Soziologie
- Mary Snell-Hornby (* 1940), Übersetzungswissenschaftlerin
- Vieno Sukselainen (1906–1995), Sozialwissenschaften, später Ministerpräsident Finnlands
- Tatu Vanhanen (1929–2015), Politikwissenschaften

### Ehemalige Studenten
(Auswahl)
- Jörg Boecker (* 1971), Journalist und Fernsehmoderator
- Hailemariam Desalegn (* 1965), Politiker
- Toimi Kankaanniemi (* 1950), Politiker
- Jyrki Katainen (* 1971), Politiker
- Aki Kaurismäki (* 1957), Filmregisseur
- Kirsi Marie Liimatainen (* 1968), Filmregisseurin
- Riitta Myller (* 1956), Politikerin
- Hanna Risku (* 1967), Translationswissenschaftlerin
- Kai Sauer (* 1967), Diplomat
- Jürgen F. Schopp (* 1946), Sprachwissenschaftler
- Tommy Tabermann (1947–2010), Schriftsteller, Dichter, Musiker und Politiker
- Maija Tammi (* 1985), Fotografin
- Esko-Juhani Tennilä (1947–2024), Politiker
- Oras Tynkkynen (* 1977), Politiker